# Тестю, Сильви
Сильви Тестю (фр. Sylvie Testud; род. 17 января 1971, Лион) — французская актриса.

## Биография
Родилась в Лионе в семье эмигрировавшей во Францию итальянки и француза. Когда Сильви Тестю было два года, её отец оставил семью. Окончила Высшую национальную консерваторию драматического искусства. Дебютировала в кино в 1991 году.
За главную роль в фильме «За гранью тишины» (1996) режиссёра Каролин Линк актрисе была присуждена немецкая национальная кинонаграда «Лола» за лучшую женскую роль.
Перед президентскими выборами во Франции 2007 года выступила в поддержку кандидата от социалистов Сеголен Руаяль.
В 2008 году стала кавалером Национального ордена «За заслуги».
В 2012 поставила как режиссёр полнометражный художественный фильм Другая жизнь, в главных ролях Жюльет Бинош, Матьё Кассовиц, Ор Атика.
В 2013 снялась в фильме российского режиссёра Веры Глаголевой «Две женщины» в роли обрусевшей француженки Елизаветы Богдановны. В основу сюжета картины была положена пьеса Ивана Тургенева «Месяц в деревне».

## Личная жизнь
Актриса имеет двух детей: сына Рубена (родился 15 февраля 2005 года) и дочь Эстер (родилась 25 января 2011 года).

## Фильмография
| Год  | Название                     | Оригинальное название         | Роль                                           |
| ---- | ---------------------------- | ----------------------------- | ---------------------------------------------- |
| 1996 | За гранью тишины             | Jenseits der Stille           | Лара                                           |
| 1997 | Сгоревшие в раю              | Flammen im Paradies           | Эстер                                          |
| 1998 | Несчастья Маргарет           | The Misadventures of Margaret | молодая монахиня                               |
| 1999 | Карнавал                     | Karnaval                      | Беа                                            |
| 1999 | Точечка и Антон              | Pünktchen und Anton           | Лоренс                                         |
| 2000 | Пленница                     | La Captive                    | Ариана                                         |
| 2000 | Маркиз де Сад                | Sade                          | Рене де Сад                                    |
| 2000 | Смертельные раны             | Les Blessures assassines      | Кристина Папен                                 |
| 2001 | Замок                        | The Château                   | Изабель                                        |
| 2001 | Я иду домой                  | Je rentre à la maison         | Ариэль                                         |
| 2002 | Чти отца своего              | Aime ton père                 | Вирджиния                                      |
| 2003 | Страх и трепет               | Stupeur et tremblements       | Амели                                          |
| 2003 | Ох уж эти дочери!            | Filles uniques                | Тина                                           |
| 2003 | Лабиринты                    | Dédales                       | Клод                                           |
| 2004 | Завтра переезжаем            | Demain on déménage            | Шарлотта                                       |
| 2006 | Наследство                   | L'Héritage                    | Патрисия                                       |
| 2007 | Жизнь в розовом цвете        | La môme                       | Момона                                         |
| 2007 | Франция                      | La France                     | Камилла                                        |
| 2007 | Тайна Антуана Ватто          | Ce que mes yeux ont vu        | Люси Одибер                                    |
| 2008 | Саган                        | Sagan                         | Франсуаза Куарэ (Саган)                        |
| 2008 | Идиот                        | L’idiot                       | Дарья Алексеевна                               |
| 2009 | Возмездие                    | Fu chou                       | Ирэн Томпсон                                   |
| 2009 | Неуловимый Люк               | Lucky Luke                    | Джейн-катастрофа                               |
| 2009 | Лурд                         | Lourdes                       | Кристина                                       |
| 2009 | Девчонки                     | Gamines                       | взрослая Сибиль                                |
| 2010 | Облава                       | La rafle                      | Белла Циглер                                   |
| 2010 | Муму                         | Mumu                          | мадемуазель Муму                               |
| 2012 | Козёл отпущения              | The Scapegoat                 | Бела                                           |
| 2014 | Две женщины                  | Две женщины                   | Елизавета Богдановна                           |
| 2014 | Красотки в Париже            | Sous les jupes des filles     | Сэм                                            |
| 2016 | Пришельцы 3: Взятие Бастилии | Les Visiteurs: La Révolution  | Шарлотта Робеспьер / Женевьева Карро-Робеспьер |
| 2017 | Жених на двоих               | Jour J                        | Кларисса                                       |
| 2017 | Последний портрет            | Final Portrait                | Аннетт Арм                                     |
| 2018 | Суспирия                     | Suspiria                      | мисс Гриффит                                   |

## Награды
- 2001 — Кинопремия «Сезар» самой многообещающей актрисе — Кристина Папен в фильме «Смертельные раны» (2000)
- 2003 — Приз за лучшую женскую роль на кинофестивале в Карловых Варах — Амели в фильме «Страх и трепет» (2003), совместно с итальянской актрисой Джованной Меццоджорно — Джованна в фильме «Окно напротив»
- 2004 — Кинопремия «Сезар» за лучшую женскую роль — Амели в фильме «Страх и трепет» (2003)